# Colleen Lanne
Colleen Lanne (n. 18 august 1979, Tucson, Arizona, SUA) este o înotătoare americană, medaliată olimpică. A participat la o ediție a Jocurilor Olimpice (2004) în care a câștigat două medalii de argint.